# Ocotea
Ocotea is een geslacht van bedektzadigen uit de laurierfamilie. De meeste soorten zijn altijdgroene bomen met leerachtige bladeren, die groeien in tropische en subtropische wouden. Het geslacht telt rond de 350 geaccepteerde soorten, waarvan het grootste deel alleen in Noord- en Zuid-Amerika voorkomt. Verder zijn er Ocotea-soorten die alleen in Afrika voorkomen.

## Beschrijving
Ocotea-soorten groeien als boom of struik. Ze hebben eenvoudig gevormde, leerachtige bladeren die een geurige olie bevatten. De meeste bladeren zijn glanzend donkergroen en groeien in een verspreide bladstand. De Afrikaanse en Malagassische soorten hebben in de regel tweeslachtige bloemen, maar het merendeel van de Amerikaanse soorten bezitten eenslachtige bloemen.
De harde, vlezige bessen zijn bolvormig of langwerpig en zijn drie tot vijf centimeter lang. Ze zijn donkergroen gekleurd en worden donkerder naarmate ze rijper worden. Aan de steelzijde wordt de bes bedekt door een stevig, meestal komvormig napje. Hierdoor lijkt de vrucht enigszins op een eikel. Het napje is vaak helderder gekleurd dan de vrucht zelf. Elke vrucht bevat één zaad met een stevige zaadhuid.

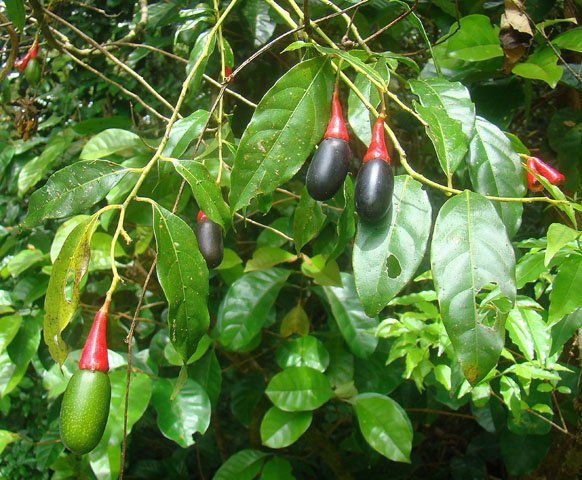
Vruchten en bladeren van Ocotea tenera
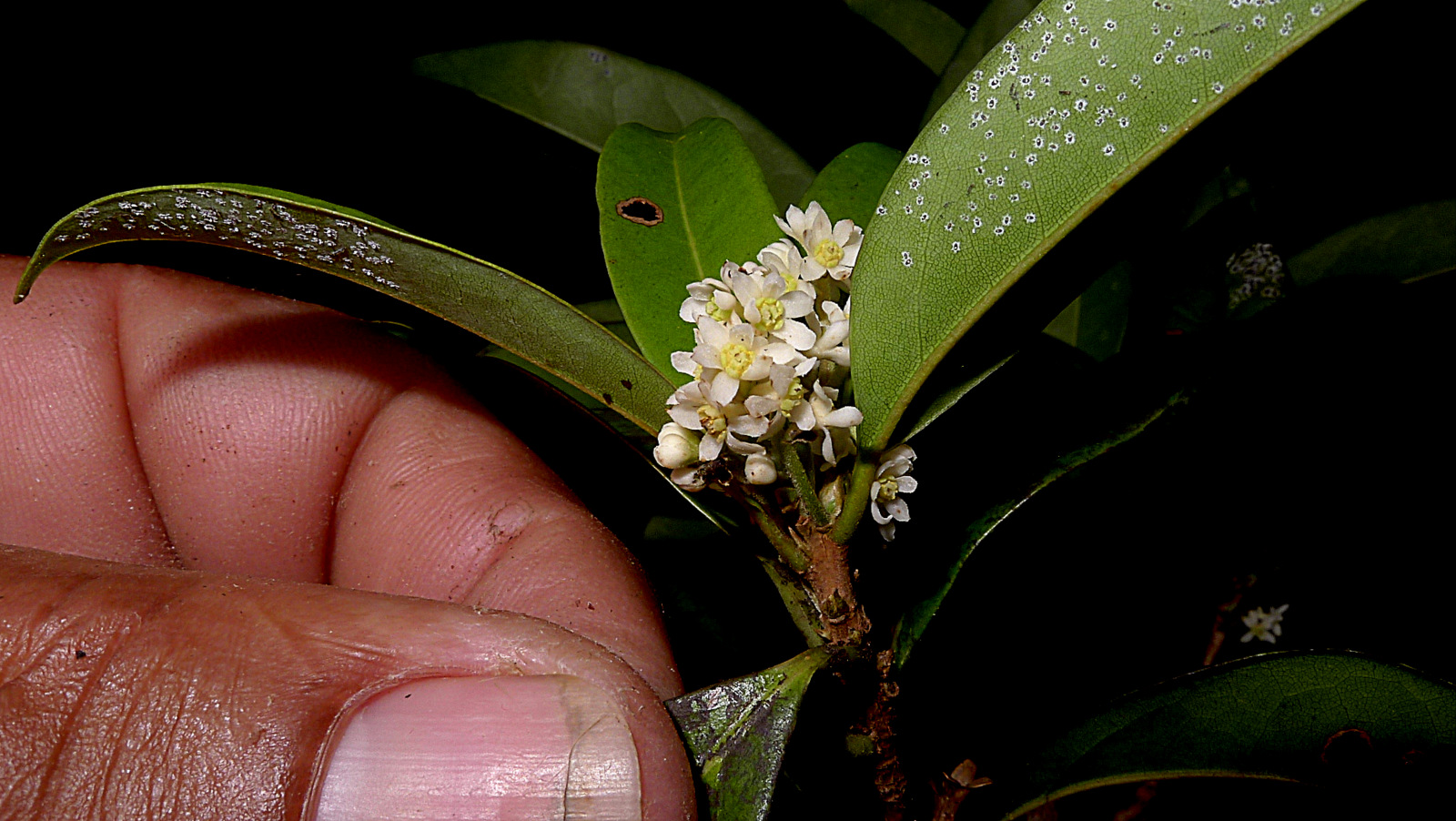
Bloem van Ocotea fasciculata
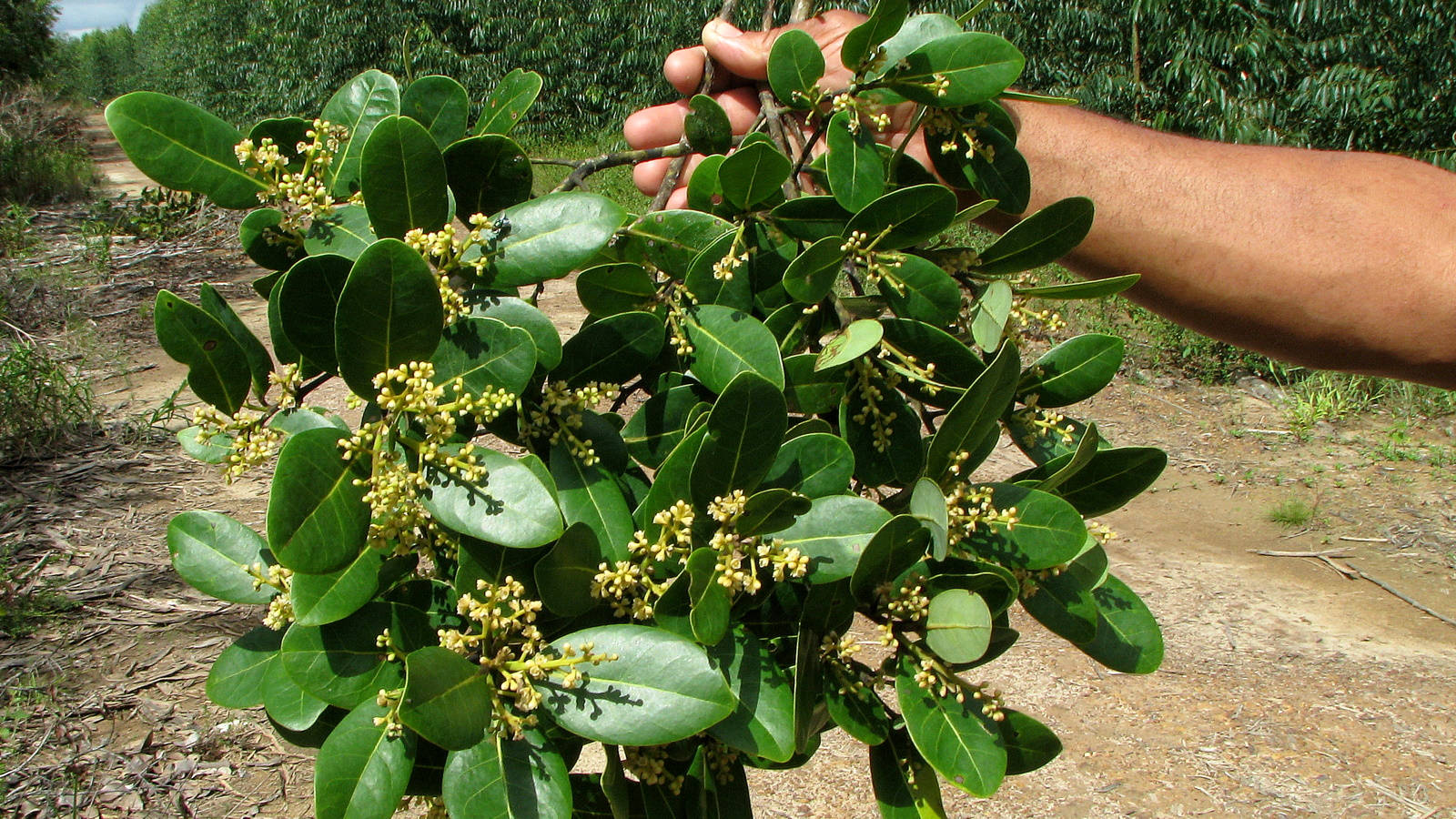
Bladeren en bloemen van Ocotea lancifolia

## Verspreiding
Ruim 300 Ocotea-soorten komen voor in Noord- en Zuid-Amerika. Het verspreidingsgebied van de Amerikaanse soorten is doorgaans relatief klein. Zo zijn er 89 soorten uitsluitend in Venezuela aangetroffen.
De overige vertegenwoordigers van het geslacht Ocotea komen voor op het vasteland van Afrika en omliggende eilanden. In Madagaskar en de Comoren komen 35 endemische soorten voor. Ocotea foetens is op een aantal eilanden van Macaronesië een endemische soort. De meeste Afrikaanse soorten hebben van oorsprong een zeer groot verspreidingsgebied, sommige soorten kwamen verspreid over het gehele vasteland voor.
Ocotea-planten komen voor in tropische en subtropische regio's, meestal op hoger gelegen gebieden. Het zijn typische soorten van tropische berghabitats, zoals de vochtige Araucariabossen en montane bossen van Talamancan in Amerika. In Afrika komen ze onder ander voor in hooggelegen laurisilvabossen en Afromontane zones als de montane bossen van Knysna-Amatole. Op de Kilimanjaro groeien Ocotea usambarensis en andere Ocotea-bomen tot op een hoogte van 2800 meter boven zeeniveau. In Madagaskar bevinden zich ook soorten in de oostelijke laaglandbossen.

## Ecologie
Ocotea-soorten zijn met name van groot ecologisch belang op eilanden en geïsoleerde gebergtes; de zogenaamde sky islands. In deze gebieden leven relatief veel endemische dieren. De vruchten van Ocotea-planten worden gegeten door een groot aantal frugivore vogels en zoogdieren, waaronder een groot aantal bedreigde soorten. De bladeren vormen een belangrijke voedselbronnen voor rupsen van diverse endemische vlinders. Sommige rupsen van het geslacht Memphis voeden zich uitsluitend met bladeren van Ocotea-planten.

## Toepassingen

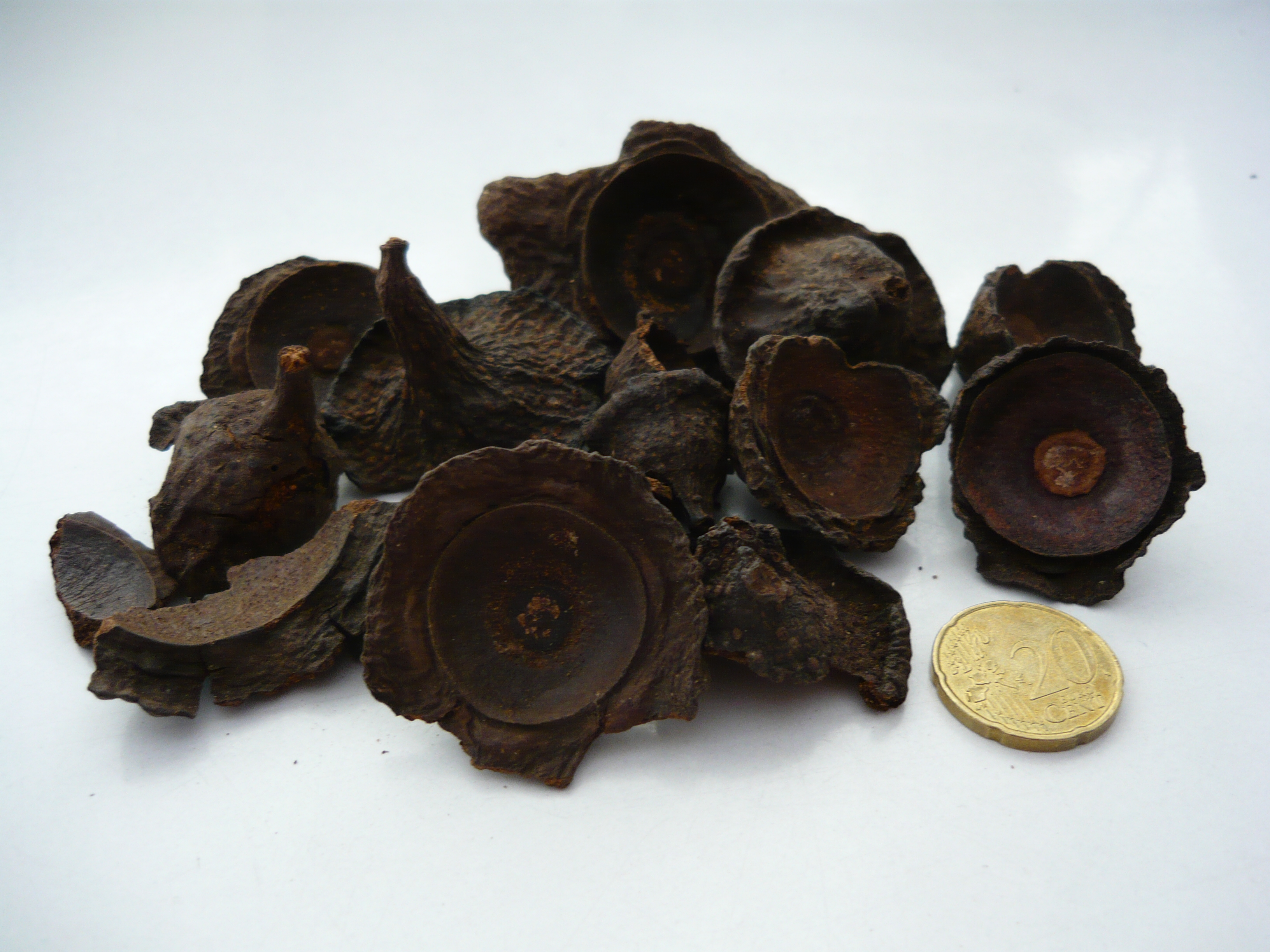
Gedroogde napjes van Ocotea quixos worden gebruikt als specerij.

De bladeren van Ocotea-planten bevatten etherische oliën die rijk zijn aan kamfer en safrol. Met name Ocotea usambarensis, Ocotea cernua en Ocotea odorifera hebben hierdoor een grote economische waarde. De gedroogde napjes van Ocotea quixos worden in Ecuador gebruikt om colada morada en andere drankjes op smaak te brengen. Enkele snelgroeiende soorten, waaronder stinkhout (Ocotea bullata), Ocotea puberula en Ocotea usambarensis, worden gewaardeerd om het duurzame hout dat bestand is tegen schimmelbederf. Door overmatige houtkap zijn sommige van deze boomsoorten zeldzaam geworden.

## Soortenoverzicht (selectie)
Amerika
- Ocotea aciphylla
- Ocotea acutifolia
- Ocotea albida
- Ocotea albopunctulata
- Ocotea amazonica
- Ocotea amplifolia
- Ocotea arechavaletae
- Ocotea argylei
- Ocotea arnottiana
- Ocotea atirrensis
- Ocotea bangii
- Ocotea basicordatifolia
- Ocotea benthamiana
- Ocotea bofo
- Ocotea calophylla
- Ocotea camphoromoea
- Ocotea catharinensis
- Ocotea cernua
- Ocotea clarkei
- Ocotea corymbosa
- Ocotea cuneifolia
- Ocotea cuprea
- Ocotea cymbarum
- Ocotea dendrodaphne
- Ocotea diospyrifolia
- Ocotea dispersa
- Ocotea divaricata
- Ocotea domatiata
- Ocotea fasciculata
- Ocotea floribunda
- Ocotea foeniculacea
- Ocotea gabonensis
- Ocotea glaucosericea
- Ocotea glaziovii
- Ocotea gracilis
- Ocotea guianensis
- Ocotea harrisii
- Ocotea heterochroma
- Ocotea ikonyokpe
- Ocotea indecora
- Ocotea insularis
- Ocotea illustris
- Ocotea infrafoveolata
- Ocotea javitensis
- Ocotea jelskii
- Ocotea jorge-escobarii
- Ocotea kuhlmanni
- Ocotea lancifolia
- Ocotea lancilimba
- Ocotea langsdorffii
- Ocotea laxiflora
- Ocotea leucoxylon
- Ocotea longifolia
- Ocotea mandonii
- Ocotea marmellensis
- Ocotea matogrossensis
- Ocotea megaphylla
- Ocotea minarum
- Ocotea monzonensis
- Ocotea moschata
- Ocotea nemodaphne
- Ocotea notata
- Ocotea oblonga
- Ocotea odorifera
- Ocotea oocarpa
- Ocotea opoifera
- Ocotea otuzcensis
- Ocotea pachypoda
- Ocotea pauciflora
- Ocotea porosa
- Ocotea porphyria
- Ocotea portoricensis
- Ocotea prunifolia
- Ocotea puberula
- Ocotea pulchella
- Ocotea pulchra
- Ocotea quixos
- Ocotea raimondii
- Ocotea regeliana
- Ocotea rivularis
- Ocotea robertsoniae
- Ocotea rotundata
- Ocotea rubrinervis
- Ocotea rugosa
- Ocotea rusbyana
- Ocotea sericea
- Ocotea silvestris
- Ocotea smithiana
- Ocotea spathulata
- Ocotea spectabilis
- Ocotea spixiana
- Ocotea staminoides
- Ocotea tabacifolia
- Ocotea teleiandra
- Ocotea tenera
- Ocotea urbaniana
- Ocotea uxpanapana
- Ocotea vaccinioides
- Ocotea variabilis
- Ocotea velloziana
- Ocotea velutina
- Ocotea veraguensis
- Ocotea viridiflora
- Ocotea wrightii

Afrika
- Ocotea bullata (Stinkhout)
- Ocotea comoriensis
- Ocotea cymosa
- Ocotea faucherei
- Ocotea foetens
- Ocotea kenyensis
- Ocotea laevis
- Ocotea macrocarpa
- Ocotea obtusata
- Ocotea platydisca
- Ocotea racemosa
- Ocotea thouvenotti
- Ocotea trichophlebia
- Ocotea usambarensis
- Ocotea viridis

... · 
Apollonias · 
Beilschmiedia · 
Cinnamomum · 
Laurus · 
Ocotea · 
Persea · 
Ravensara · 
Sassafras · 
...